# 小鹿島更生園園長刺殺事件
小鹿島更生園園長刺殺事件（しょうろくとうこうせいえんえんちょうしさつじけん）とは、1942年（昭和17年）6月20日に日本統治時代の朝鮮の全羅南道高興郡錦山面の癩療養所（現在のハンセン病療養所）「小鹿島更生園」で発生した殺人事件である。

## 事件の背景と概要
小鹿島更生園は、周防正季園長の主導の下、患者の収容作業を朝鮮全体で大々的に行っていたが、その際患者をボスの下で組織化し集団で入所の上でボスが収容患者をまとめるというシステムが行われた。こうしたことから、園長・スタッフ─患者ボス─一般患者による上下関係が出来上がり、園の意向を患者ボスが代弁する形で権力を持つ様になった。
1940年にボス患者の一人・朴順周が中心となって周防園長の銅像を建立する動きが起こり、周防自身が反対する中半ば強制的に献金が集まり建立にこぎつけた。この時の所内の状況について、収容者の一人が述懐している。

## 殺害
周防の銅像を建立するにあたって主導的な役割を負っていた朴順周は1941年（昭和16年）に射殺され、収容所内の患者からの不満が徐々に表面化していった。
1942年6月20日、小鹿島更生園で月例の「報恩感謝日」の行事が行われ、入所のハンセン病患者が多数集まっていた。周防園長が入場すると、患者・李春成が周防の前に立ち塞がり、「お前は患者に対してあまり無理なことをするからこれを貰え!」と日本語で叫びながら、周防の胸を食刀（朝鮮式包丁）で一突きした。周防は直ちに救急処置が執られたが、1時間後に出血多量で死亡。犯人・李春成はその場で現行犯逮捕された。

## 犯人
犯人・李春成は小鹿島更生園の入所患者の朝鮮人（当時27歳）であった。李は慶尚北道星州郡の貧農出身で、幼くして父を亡くしたため、ほとんど学校に通っていなかった。14歳の時にハンセン病を患い、大邱癩病院に2年間収容された。退所後は行商をして各地を転々としていたが、1939年（昭和14年）に窃盗教唆贓物収受罪で懲役1年の実刑判決が下り、西大門刑務所に収監された。しかし、ハンセン病を再発したため、光州刑務所小鹿島支所に移送された。
この当時（1942年）は既に戦時体制下にあり、小鹿島でも施設外の朝鮮人と同様に皇民化教育が施され、患者に対する締め付けが厳しくなっていた。李は、これらは全て周防園長が悪いからだと、周防に対する憎悪の念を強め、遂に殺害するに至った。
李春成は一審の光州地方法院、二審の大邱覆審法院とも死刑判決が下った。そして三審の高等法院は上告を棄却し、李の死刑が確定した。
1943年（昭和18年）2月19日、大邱刑務所で李春成の死刑が執行された。